# Клеванська волость
Кле́ванська волость — адміністративно-територіальна одиниця Рівненського повіту Волинської губернії Російської імперії. Волосний центр — містечко Клевань.
Станом на 1885 рік складалася з 19 поселень, 17 сільських громад. Населення — 6781 осіб (3306 чоловічої статі та 3475 — жіночої), 776 дворових господарства.
Основні поселення волості:
- Клевань — колишнє власницьке містечко при річці Стубенка за 23 версти від повітового міста, 490 осіб, 82 двори; волосне правління; православна церква, костел, 3 єврейські молитовні будинки, повітове та парафіяльне духовне училище, богадільня, 4 постоялі двори, 7 постоялих будинків, 74 лавки, базар, ярмарок. За ½ версти — станція залізниці.
- Білів — колишнє власницьке село при річці Стубенка, 275 осіб, 60 дворів, православна церква, постоялий будинок.
- Броники
- Голишів — колишнє власницьке село при річці Стубенка, 424 особи, 65 дворів, православна церква, постоялий будинок.
- Грабів — колишнє власницьке село при річці Устя, 373 особи, 54 двори, православна церква.
- Дерев'яне — колишнє власницьке село, при струмкові, 479 осіб, 71 двір, православна церква, постоялий будинок.
- Диків — колишнє власницьке село при річці Стубенка, 990 осіб, 177 дворів, православна церква.
- Мочулки — єврейська землеробська колонія, 332 особи, 20 дворів, молитовний будинок, постоялий будинок, маслобійний завод.
- Новий Жуків — колишнє власницьке село при річці Стубенка, 158 осіб, 25 дворів, православна церква.
- Оржів — колишнє власницьке село при річці Устя, 747 осіб, 105 дворів, православна церква, школа, постоялий будинок.
- Сморжів — колишнє власницьке село при річці Стубенка, 235 осіб, 33 двори, православна церква.
- Старий Жуків — колишнє власницьке село при річці Стубенка, 352 особи, 54 двори, православна церква, школа, постоялий будинок.

## Польський період
Після окупації Волині поляками волость називалася ґміна Клевань, з 19 лютого 1921 р. у складі повіту входила до новоутвореного Волинського воєводства.
12 грудня 1933 р. частину території передано:
- із ґміни Дзяткевіче — села Радухівка, Сухівці й Жуківщина;
- до ґміни Алєксандр'я — село Суськ і розміщені на правому березі річки Горинь державні ліси[2].

Польською окупаційною владою на території ґміни інтенсивно велася державна програма будівництва польських колоній і заселення поляками. На 1936 рік ґміна складалася з 30 громад:
1. Адамків — хутір: Адамків;
2. Білів — село: Білів та хутір: Білів;
3. Бронники — село: Бронники, хутір: Бронники, фільварок: Бронники та шосейна будка: Бронники;
4. Дерев'яне — село: Дерев'яне, хутір: Дерев'яне, шосейна будка: Дерев'яне та лісничівка: Дерев'яне;
5. Диків — село: Диків та хутір: Диків;
6. Грабів — хутори: Грабів, Дубова Долина і Воля;
7. Голишів — село: Голишів, хутір: Голишів, лісничівка: Голишів та військове селище: Дуби;
8. Юридика-Новостав — село: Юридика-Новостав, лісництво: Юридика-Новостав, летовище: Новостав та урочище: Пнівщина;
9. Клевань — містечко: Клевань;
10. Клевань — селище: Клевань, залізнична станція: Клевань та урочище: Перекалля;
11. Клевань — село: Клевань, надлісництво: Клевань, смолярня: Клевань та вокзал: Клевань;
12. Костянтинів — селище: Костянтинів;
13. Мочулки — колонія: Мочулки та лісничівка: Мочулки;
14. Новосілки — село: Новосілки та хутори: Новосілки і Гори;
15. Новостав-Дальній — село: Новостав-Дальній;
16. Новожуків — село: Новожуків;
17. Олишва — село: Олишва та лісничівка: Олишва;
18. Оржів — село: Оржів та хутір: Оржів;
19. Оржів — фабричне селище: Оржів, лісничівка: Оржів та залізничний перестанок: Оржів;
20. Покоси — колонія: Покоси та лісничівка: Покоси;
21. Радухівка — село: Радухівка;
22. Рогачів — село: Рогачів;
23. Рокитнянка — військове селище: Рокитнянка;
24. Руда-Красна — село: Руда-Красна, хутір: Руда-Красна, смолярня: Руда-Красна та лісничівка: Руда-Красна;
25. Сморжів — село: Сморжів, хутір: Сморжів та лісництво: Милостав;
26. Старожуків — село: Старожуків та хутір: Старожуків;
27. Сухівці — село: Сухівці;
28. Шволежерів — військове селище: Шволежерів;
29. Застав'я — село: Застав'я, хутір: Застав'я та урочище: Швейцарія;
30. Жуківщина — колонія: Жуківщина.

Після радянської анексії західноукраїнських земель ґміна ліквідована 17 січня 1940 р. у зв'язку з утворенням Клеванського району.